# جوش ليفين (معلق رياضي)
جوش ليفين (بالإنجليزية: Josh Lewin) هو معلق رياضي أمريكي، ولد في 25 أكتوبر 1968 في روتشستر في الولايات المتحدة.